# Z-51号驱逐舰
Z-51号（德語：Z 51）是纳粹德国海军建造的唯一一艘1942级驱逐舰，也是唯一一艘柴油动力驱逐舰。与燃料油相比，柴油的航程更远，加油也更方便。1942级驱逐舰经历了漫长的设计周期，总共出现了四款方案。Z-51号于1942年11月25日订购，至1944年10月2日下水，远未及完工，很可能是为了腾出船台建造U艇。它被遗弃在不来梅外海漂浮，在1945年3月21日的一次空袭中被击沉。纳粹德国本试图利用U-234号潜艇向其盟友大日本帝国传达1942级驱逐舰的计划，但德国在潜艇到达日本之前便已投降。Z-51号于1948－1949年间拆解报废。

## 背景

### 战间期
第一次世界大战结束后，德国签署《凡尔赛条约》，对其所能拥有的军舰尺寸和排水量都进行了严格的限制。但在两次世界大战之间的战间期，几乎所有类别的盟军舰艇及其武器装备的平均尺寸都有大幅增加。由于条约的限制，德国认为自己的军舰无法与盟军海军抗衡，便开始无视条约。他们起初是暗中执行，后来在纳粹德国的元首希特勒于1935年3月发表讲话谴责条约后，便公开抵制。当时所有德国舰艇的排水量都被刻意标低，以使其官方尺寸符合条约规定。原本德国驱逐舰的改动目标是为了牵制法国和波兰的驱逐舰，从而有效地使驱逐舰能够兼作小型巡洋舰。1934级驱逐舰的排水量从1932年计划的1,100吨跃升到合同签订时的1,625吨就是一个例证。虽然相关改变是为了让它们能够匹敌排水量分别为1,378吨和1,540吨的法国和波兰驱逐舰，但后来这些驱逐舰受命必须与英国驱逐舰相抗衡，成为一个更难实现的目标。
由于德国造船厂的数量相对于英国和法国较少，当局便采取了在驱逐舰上配备重型武器的政策来弥补数量的不足，这使得它们的武器装备与法国和波兰的轻巡洋舰类似。此举也导致了一些负面的后果，例如速度变慢、负载过重。尽管德国重型驱逐舰在武器装备上与英国轻巡洋舰不相上下，但它们的适航性要差得多，火炮的操纵和使用设施性能差距也很大。

### Z计划
“Z计划”是一项始于1939年的纳粹德国海军重整军备计划，要求建造10艘战列舰、4艘航空母舰、12艘战列巡洋舰、3艘装甲舰、5艘重巡洋舰、44艘轻巡洋舰、68艘驱逐舰和249艘U艇。这些舰艇将列装入两支战斗舰队：一支是“本土舰队”，用来牵制英国在北海的战争舰队；另一支是“扫荡舰队”，用来打击英国的护航船队。希特勒向德国海军元帅埃里希·雷德尔保证，战争至少要到1945年才会爆发。雷德尔希望把完成Z计划的最后期限延长至1948年，但希特勒坚持只能到1945年，尽管后者私下里想在1942年就与英法联盟开战。第二次世界大战于1939年爆发，这意味着当时德国的重型舰艇中只有极少数能够完工。德国的主要海上对手是英国和法国。与德国参战时的舰艇数量（括号内）相比，他们拥有：22艘战列舰（2艘）、7艘航空母舰（1艘）、22艘重巡洋舰（4艘）、61艘轻巡洋舰（6艘）、255艘驱逐舰（34艘）以及135艘潜艇（57艘），其中仅不到一半能实际在大西洋或北海作战。由于敌人拥有显著的优势，雷德尔指出德国海军不可能获胜，因此他们唯一的出路就是“英勇牺牲”。

### 驱逐舰职能
驱逐舰的职能是由其演变的过程来决定的：在19世纪70年代左右，那些无法直接威胁英国海军的国家开始投资鱼雷艇，这是一种小型而灵活的舰艇，通过鱼雷造成足够的伤害，可对敌方舰队构成战术威胁。至20世纪之交，英国和德国的鱼雷艇的规模不断扩大，以至于开创了一个单独的远洋鱼雷艇类别——“鱼雷艇驱逐舰”，或者简称为驱逐舰，其设计部分是为了对抗鱼雷艇本身。第一次世界大战的经验表明，驱逐舰很少与主力舰交战，但更多的是与其他驱逐舰和潜艇交战；正因如此，驱逐舰的部分重点开始转向护航和反潜运用。在战争期间，它们被用作“所有任务的仆人”，在某种程度上几乎能够履行每一项职责，而且与在战争期间鲜有离开母港的主力舰不同，它们可以参与多种行动。到战争结束时，驱逐舰被视为是最有用的舰种之一。
第二次世界大战期间，驱逐舰基本上发挥了它们在一战中的三个基本职能：充当护航舰以保护本国舰队免受敌方舰队的攻击、攻击敌方的护航舰以及保护己方的舰队免受潜艇的攻击。然而，人们越来越希望在驱逐舰上引入防空措施，尽管许多国家都难以有效地做到这一点。驱逐舰的实际使用方式也因国而异。德国没有使用驱逐舰来防御潜艇，因此缺乏强大的反潜武器。他们依靠的是一支庞大的拖网船队，这些渔船被征用并改装成布雷艇。英国驱逐舰是为了护航舰队而建，以保护后者免受敌机和潜艇的攻击。德国建造驱逐舰也是为了护航舰队，或者充当鱼雷艇。随着二战的进程，驱逐舰的职能开始变得更加多样化，出现了五种平行的演变：多用途驱逐舰（所有国家）、反潜驱逐舰（美国和英国）、防空驱逐舰（日本和英国）、小型驱逐舰（德国和意大利）以及超大型驱逐舰（法国）。

## 开发
1942级驱逐舰标志着纳粹德国海军先前驱逐舰概念的重大变化，因为它是第一款采用柴油推进的设计。此举是因为柴油的续航能力更强，也可能是因为纳粹德国更容易获得柴油资源。1928年至1935年间，奥格斯堡的曼恩公司开发出一种轻型、双作用的二冲程柴油发动机，符合德国海军的规格。这些发动机随后在德国轻巡洋舰莱比锡号和训练舰牛虻号上进行了测试。发动机起初遇到一些问题，尽管很快便得到解决，但那些支持蒸汽机的人却在1935年开始的关键建造期拒绝为柴油推进提供任何研究经费。直到1938年，纳粹德国海军才重新对柴油推进系统产生了兴趣。然而，二战的到来在很大程度上导致了研究的暂停，仅1942级驱逐舰将能够搭载六台曼恩的12Z32/34型发动机。

### 柴油发动机
纳粹德国海军于1943年订购了六台曼恩的12Z32/34型发动机，但只有四台能够赶在1945年战争结束前交付。由于缺乏燃料，发动机的测试工作也于1945年2月宣告终止。12Z32/34型发动机是24缸、2×12布局、缸径320毫米、缸内冲程440毫米，并且采用“V形”分列、高速运转、双作用、二冲程、由焊接钢制成的柴油发动机。其最大转速为600转每分钟、活塞速度为8.8米每秒、最大输出功率是12,000匹馬力（8,900千瓦特）、平均有效压力是5.52千克每平方厘米、最大耗油量是185克每马力每小时。它的干重为67吨，包括辅助机械，但不含油冷器。六台发动机加在一起，可使1942级驱逐舰的航程与装甲舰和U艇相当。

### 子方案
1942级的设计在开发过程中衍生出三个子方案，分别为A、B和C方案。最初的方案是采用六台柴油发动机、三轴配置，装备四门127毫米口径主炮，以背负式布局分居前、后两端。这款设计招致了许多批评，因此当局重新制定一份新的“A方案”：在艏、艉各有一座双联装127毫米炮塔，两者上方则各有一座单装的127毫米背负式炮塔。该方案同样引来批评。到1943年9月，作为驱逐舰开发和部署的指挥官，驱逐舰首长埃里希·拜少将要求去除前部单装背负式炮塔，以缩短长度、提高航速并减轻舰艏重量。他还要求舰艉的单装127毫米炮能够提升达到 75°仰角。然而，1944年1月22日，在驱逐舰首长与北部战斗集群举行会议后，前者放弃了去除前部单门炮塔的要求，因为他被告知由此造成的速度损失很小。
在同一次会议上，还讨论了全新的127毫米KM/41型舰炮，因为它是当时最好的速射炮设计。有人指出，127毫米KM/41型炮严重缺乏防空能力，因为没有一个炮架是三轴的，实际上单座炮塔也只有双轴。另外，双联装炮塔只能抬升至52°，单座炮塔只能抬升到75°。因此，人们对指挥仪和测距机的稳定性提出了质疑，于是决定由造舰委员会决定稳定系统是否会造成过大的重量损失，如果他们认为会，就取消它。由于防空能力严重不足，他们决定尽可能用30毫米双联装防空炮取代LM/44型20毫米双联装防空炮，不过20毫米防空炮也被视为一种可以接受的临时措施。另一个考虑因素是新式55毫米58式装置高射炮的问题，这种炮原是为U艇而设计。将它们安装至1942级驱逐舰上的想法经过了长时间的讨论，但仍存在重大问题。其中一个问题是新式55毫米炮的重量在6吨到7吨之间，包括指挥仪和瞄准器，这意味着四门37毫米炮只能用两门55毫米炮代替。另一个问题是必须为新式55毫米炮腾出空间。为了达到这一目的，他们决定移除舰艉的单装127毫米炮和两门双联装20毫米炮，不过也有人指出127毫米炮可能会在55毫米炮之前交付，因此127毫米炮将暂时被允许使用。当局还决定将余下的37毫米炮替换为30毫米炮，以简化弹药供应。
1944年2月9日，造舰委员会又召开了一次会议，讨论方案的重量和平衡问题。会议决定将鱼雷发射管的布置将遵循其前级舰的方案，一套居前、另一个套位于第二座烟囱后方。有基于此，以及之前大量的改动，这个仍在进行中的方案被称为“B方案”。然而，进一步的修改还在推进，到2月14日，造舰委员会已经说服其他小组将方案改为三门双联装主炮。这种设计被命名为“C方案”，由二座LM/41型双联装炮塔居前，一座在后，全部由装备雷达的指挥仪控制。55毫米炮的数量增至三门，集中在后烟囱周围。舰体长度和排水量略有增加，机械装置被进一步后置，以平衡增加的炮塔的重量。推进系统则分入四个轮机舱，每个舱室包含两台柴油发动机（尽管Z-51号实际上只安装了四台）。

### 方案
| 方案      | 推进                         | 主炮                                                          | 副炮                               | 鱼雷管                                  |
| --------- | ---------------------------- | ------------------------------------------------------------- | ---------------------------------- | --------------------------------------- |
| 初始方案  | 6 × 曼恩12Z32/34型柴油发动机 | 4 × 127毫米单装舰炮，前2、后2                                 | 不详                               | 2 × 533毫米三联装管，未指定位置         |
| A方案     | 6 × 曼恩12Z32/34型柴油发动机 | 2 × 127毫米双联装舰炮，前1、后1 2 × 127毫米单装舰炮，前1、后1 | 8 × 37毫米高射炮 12 x 20毫米高射炮 | 2 × 533毫米三联装管，未指定位置         |
| A方案末期 | 6 × 曼恩12Z32/34型柴油发动机 | 2 × 127毫米双联装舰炮，前1、后1 1 × 127毫米单装舰炮，前置     | 2 × 55毫米高射炮 12 × 30毫米高射炮 | 2 × 533毫米三联装管，未指定位置         |
| B方案     | 6 × 曼恩12Z32/34型柴油发动机 | 2 × 127毫米双联装舰炮，前1、后1 1 × 127毫米单装舰炮，前置     | 2 × 55毫米高射炮 12 × 30毫米高射炮 | 2 × 533毫米三联装管，前1、第二座烟囱后1 |
| C方案     | 8 × 曼恩12Z32/34型柴油发动机 | 3 × 127毫米双联装舰炮，前2、后1                               | 3 × 55毫米高射炮 12 × 30毫米高射炮 | 2 × 533毫米三联装管，前1、第二座烟囱后1 |

### Z-51号
1942级驱逐舰中只有一艘动工建造，即Z-51号。Z-51号的设计与同级原始的“A方案”相比有很大变动，与最终的“C方案”相比也略有不同。最初的八台曼恩12Z32/34型柴油发动机、通过伏尔铿提供的齿轮传动装置驱动两根轴，被仅有的四套这样的发动机取代，它们与中心轴相连，侧翼发动机则被完全移除。1944年以后，纳粹德国越来越多地使用U艇向其盟友大日本帝国传送先进科技和武器的图纸和研究成果，因为U艇是德国唯一有希望到达日本的交通工具。U-234号潜艇曾尝试进行一次这样的运输，它携带了先进武器的材料和设计图，包括新型鱼雷、两架梅塞施密特Me 262型喷气式战斗机及其制造图纸，以及1942级驱逐舰的设计图。然而，在U-234号抵达目的地之前，德国便已于1945年5月8日投降，因此该艇也于六天后在大西洋西部向美国驱逐舰萨顿号投降。

## 特点
1942级驱逐舰的水线长和全长分别为108米和114.3米，有11米的舷宽、6.5米的干舷以及最大4.37米吃水深度；舰只的设计排水量为2,014吨，满载时则可达2,720吨。推进装置由六台曼恩12Z32/34型24缸（2×12布局）二冲程的V型发动机组成，“V”型柴油发动机组成，该发动机缸径为320毫米，缸内冲程440毫米，由焊接钢制成，安装在三副直径未知的传动轴上。两副外轴分别直连到一台功率为5,620匹軸馬力（4,190千瓦特）的柴油发动机；中央轴连接到四台柴油发动机，每台中央发动机可输出11,650匹軸馬力（8,690千瓦特）。其计划的发电设备则不详。这套装置的设计总输出功率为57,000匹電氣馬力（43,000千瓦特）或57,120匹制动马力，最高航速可达36節（67每小時）。得益于最多533吨的柴油贮量，它还能够以19節（35每小時）的速度的巡航5,500海里（10,200）。舰只的标准船员编制为12名军官和335名水兵，并配备有1艘大舢板和1艘鱼雷卡特帆船作为舰载艇。
舰只的主炮为四门127毫米速射炮，共配备720发弹药，最大射程17,400米。副炮则包括八门37毫米高射炮、备弹16,000发；十二门20毫米高射炮，备弹24,000发；两座三联装533毫米鱼雷发射管，可装备18枚鱼雷；以及50枚水雷。

## 建造及沉没
Z-51号于1942年11月25日从不来梅的德希马格威悉船厂订购，并于1944年10月2日下水。至1945年3月21日，它在盟军对不来梅的一次大规模空袭中遭击沉。此时该舰才刚从德希马格的舾装码头移走，尽管大部分尚未完工：它只有前部和后部的遮蔽甲板，没有安装任何机械，惟轴隧已经焊接起来以使其防水。据此，有分析认为Z-51号的下水只是为了腾出船台建造U艇。它被遗弃，左舷位于煤炭码头东端，靠近勒希林码头。
在空袭中，Z-51号被两枚炸弹击中，尽管其中一枚可能没有直接命中，但另一枚击中了X1和X11舱之间的舱壁附近，折断了二号炮枢后面的前端部分。随即又有一枚炸弹击中舰艉，摧毁了4号炮位后方的艉部，导致后甲板呈一定角度倾斜。此时，舰体上形成了许多孔洞和裂缝，导致它被水淹没并沉入海底。后来，附近船坞的一台起重机也倒在Z-51号的甲板上，正好位于后部轮机舱的上方。战争结束后，1948年1月21日，威悉港打捞当局发起投标协助拆解该舰。竞标人给出的报价从130,000到200,000国家马克，期限从4到13个月不等。最终，当局于1948年2月17日与德国汉莎航运签订了一份合同，合同金额为132,000马克，工作时间为8个月。至1949年2月，Z-51号完成拆解。由于战争，它的四台柴油发动机从未安装，而是留在了奥格斯堡的曼恩试验台上。其中两台后来在盟军占领德国期间被没收。另外一台幸存的发动机则被曼恩保留，并在其公司博物馆展出，直到1982年被转移到辛斯海姆的汽车与技术博物馆。

## 脚注
1. ↑  Koop & Schmolke 2003，第23頁.
2. 1 2 3  Whitley 1988，第56頁.
3. ↑  Mawdsley，第8頁.
4. ↑  Koop & Schmolke 2003，第13頁.
5. ↑  Whitley 1988，第56–57頁.
6. ↑  Whitley 1988，第57頁.
7. ↑  Miller，第33頁.
8. 1 2  Tucker，第xxvii頁.
9. ↑  Tooze，第289頁.
10. ↑  Miller，第34頁.
11. ↑  Whitley 1988，第1–12頁.
12. ↑  Whitley 1988，第12頁.
13. ↑  Whitley 1988，第13頁.
14. 1 2 3  Koop & Schmolke 2003，第22頁.
15. 1 2  Whitley 1991，第40頁.
16. ↑  Koop & Schmolke 2014，第12頁.
17. 1 2 3  Koop & Schmolke 2003，第21頁.
18. ↑  Koop & Schmolke 2003，第21–22頁.
19. 1 2 3 4 5  Whitley 1991，第41頁.
20. 1 2 3 4 5 6  Whitley 1991，第41–42頁.
21. 1 2  Whitley 1991，第42頁.
22. 1 2 3  Whitley 1983，第49頁.
23. ↑  Whitley 1983，第48 & 49頁.
24. ↑  Boyd & Yoshida，第162頁.
25. 1 2  West，第313頁.
26. ↑  Boyd & Yoshida，第165頁.
27. ↑  Lenton，第80頁.
28. 1 2 3  Gröner，第210頁.
29. ↑  The Motor Ship.